# Thérèse Desqueyroux (film 2012)
Thérèse Desqueyroux è un film del 2012 diretto da Claude Miller.
Il soggetto è tratto dall'omonimo romanzo di François Mauriac.
È stato il film di chiusura del Festival di Cannes del 2012 ed è stato anche l'ultimo film di Claude Miller, deceduto il 4 aprile dello stesso anno.

## Trama
Il film è ambientato nelle campagne di Bordeaux, negli anni Venti del Novecento, ed è incentrato su due ricche famiglie di possidenti terrieri, i Larroque e i Desqueyroux. Uno spazio idilliaco per l'infanzia e per la prima adolescenza, reso visibile attraverso le bambine delle due famiglie, Thérèse e Anne, che giocano e scorrazzano a perdifiato in bicicletta gareggiando su chi prima arriva al cancello della villa e quindi, correndo, alla fonte della grande cucina, per placare la sete per primi. Anche l'amore è immaginato libero e stabile nello stesso tempo, come una barca a vele bordeaux dalla quale si sente il canto di un giovane, o quando Anne sorridendo dice a Thérèse che sposerà suo fratello. La tradizione di unire le famiglie per estendere il territorio e il potere era ancora tinta di rosa. In effetti Thérèse Larroque diventa Madame Desqueyroux e il destino prende altre pieghe, il conformismo al posto del gioco, le tradizioni al posto delle scoperte felici, l'amore passivo di donna per un uomo ordinario la cui presenza diventa intollerabile. Dopo aver dato al marito l'erede la donna sente che a quel mondo non si sarebbe mai adattata e il suo comportamento, sempre più dissonante rispetto alla vita dei posti, la porta a una ribellione condannabile universalmente al di là delle tradizioni della Francia di quegli anni. Arriva a tentare di uccidere il marito, malato di cuore, aggiungendo progressivamente gocce di medicina nel bicchiere superando sempre più la dose prescritta. Il marito la scopre, ma sopravvive. Isolata totalmente dalle famiglie è trattata come una pazza. La coppia va a fondo dei motivi di quanto accaduto fino a quando Bernard, il marito, comprende Thérèse dimostrando come a modo suo l'amasse. I due scelgono Parigi per lasciarsi, prima che Bernard torni nelle sue proprietà. L'ultima scena vede Thérèse serena e felice che avanza verso lo spettatore tra la gente di Parigi, le sue voci e la sua andatura, il passato alle spalle.

## Accoglienza
Nel 2012 l'opuscolo della Quarta edizione di Festival France Odeon di Firenze vede in copertina Audrey Tautou nei panni di Thérèse Desqueyroux, ricordando, nella scheda dedicata al film, la frequentazione di Firenze e del festival francese da parte di Claude Miller fin dall'omaggio che Aldo Tassone gli dedicò nel 1986. L'Edizione del 2012 rende omaggio a quello che viene definito da Claudio Carabba un poeta inquieto, «una sorta di fratello minore della Nouvelle Vague», presentando in anteprima Thérèse Desqueyroux.